# Macquaria colonorum
Macquaria colonorum är en fiskart som först beskrevs av Günther, 1863.  Macquaria colonorum ingår i släktet Macquaria och familjen Percichthyidae. Inga underarter finns listade i Catalogue of Life.